# Jean Carlos Neto
Jean Carlos Neto (Cagua, Venezuela, 1 de septiembre de 1981) es un futbolista profesional venezolano, se desempeña en el terreno de juego como defensa central y su actual equipo es el Club Barcelona Atlético de la Liga Dominicana de Fútbol. 

## Clubes
| Club                      | País                 | Año           |
| ------------------------- | -------------------- | ------------- |
| Aragua FC                 | Venezuela            | 2001 - 2003   |
| A.D. Pontassolense        | Portugal             | 2004 - 2005   |
| Zulia Fútbol Club         | Venezuela            | 2006 - 2008   |
| Aragua FC                 | Venezuela            | 2008 - 2010   |
| Zulia Fútbol Club         | Venezuela            | 2010 - 2011   |
| Gran Valencia Fútbol Club | Venezuela            | 2012-2013     |
| Aragua FC                 | Venezuela            | 2014-2016     |
| Atlético Vega Real        | República Dominicana | 2016-2017     |
| Club Barcelona Atlético   | República Dominicana | 2017-presente |